# Justicia oreadum
Justicia oreadum là một loài thực vật có hoa trong họ Ô rô. Loài này được S. Moore mô tả khoa học đầu tiên năm 1895.